# (236) Honoria
(236) Honoria ist ein Asteroid des mittleren Hauptgürtels, der am 26. April 1884 vom österreichischen Astronomen Johann Palisa an der Universitätssternwarte Wien entdeckt wurde.
Der Asteroid wurde möglicherweise benannt nach Honoria, der in Rom verehrten Göttin der Ehre. Die Benennung erfolgte durch Edward Singleton Holden (1846–1914), den Direktor der Washburn-Sternwarte der University of Wisconsin und späteren Direktor des Lick-Observatoriums in Kalifornien. Holden leitete die amerikanische Expedition zum Caroline-Atoll, wo er während der Sonnenfinsternis vom 6. Mai 1883 visuell nach einem intramerkurianischen Planeten suchte. Er hatte dort den Entdecker getroffen (siehe auch bei (235) Carolina).

## Wissenschaftliche Auswertung
Mit Daten radiometrischer Beobachtungen im Infraroten mit der Infrared Telescope Facility (IRTF) am Mauna-Kea-Observatorium auf Hawaiʻi vom 3. Dezember 1980 wurden für (236) Honoria erstmals Werte für den Durchmesser und die Albedo von 80 km und 0,12 bestimmt. Aus Ergebnissen der IRAS Minor Planet Survey (IMPS) wurden 1992 Angaben zu Durchmesser und Albedo für zahlreiche Asteroiden abgeleitet, darunter auch (236) Honoria, für die damals Werte von 86,2 km bzw. 0,13 erhalten wurden. Eine Auswertung von Beobachtungen durch das Projekt NEOWISE im nahen Infrarot führte 2011 zu vorläufigen Werten für den Durchmesser und die Albedo im sichtbaren Bereich von 92,3 km bzw. 0,11. Ein Vergleich von Daten, die von 1978 bis 2011 an der Sternwarte Ondřejov in Tschechien und am Table Mountain Observatory in Kalifornien gesammelt wurden, mit den Daten von NEOWISE bestätigte 2012 genau diese Werte. Nach neuen Messungen mit NEOWISE wurden die Werte 2014 auf 77,7 km bzw. 0,16 korrigiert.
Photometrische Messungen des Asteroiden fanden erstmals statt vom 30. Juli bis 4. August 1979 am Table Mountain Observatory in Kalifornien. Hier wurde aus der aufgezeichneten Lichtkurve eine Rotationsperiode von 12,35 h abgeleitet. Kurz darauf erfolgten weitere Messungen vom 22. bis 28. August 1979 am Observatoire de Haute-Provence in Frankreich, wo eine Periode von 12,34 h bestimmt wurde. Wegen der Rotationsperiode von etwa einem halben Erdtag konnten aber bei beiden Beobachtungen nur lückenhafte Lichtkurven registriert werden. Die Beobachtungen am Table Mountain Observatory wurden erst veröffentlicht, nachdem dort vom 30. Dezember 1980 bis 5. Februar 1981 zusätzliche Messungen stattgefunden hatten, die wegen des längeren Beobachtungszeitraums zu einer genaueren Rotationsperiode von 12,333 h ausgewertet werden konnten. Erneute Beobachtungen wurden vom 16. bis 20. September 1993 am Osservatorio Astrofisico di Catania in Italien durchgeführt. Aus einer sehr lückenhaften Lichtkurve konnte auch hier eine Rotationsperiode von 12,333 h abgeleitet werden. Außerdem erfolgte eine grobe Abschätzung für die Achsenverhältnisse eines dreiachsig-ellipsoidischen Modells des Asteroiden und für die Lage der Rotationsachse.
Neue photometrische Beobachtungen von (236) Honoria vom 19. September bis 12. Oktober 2012 am Osservatorio Astronomico della Regione Autonoma Valle d’Aosta (OAVdA) in Italien führten zur Bestimmung einer Rotationsperiode von 12,3330 h, während nach weiteren Messungen vom 3. Januar bis 19. Februar 2014 am Organ Mesa Observatory in New Mexico ebenfalls eine lückenlose Lichtkurve und für die Rotationsperiode wieder ein ähnlicher Wert von 12,336 h erhalten wurde.
Beobachtungen des Asteroiden (234) Barbara hatten im Jahr 2006 ein ungewöhnliches polarimetrisches Verhalten aufgezeigt, für das zunächst keine Erklärung angegeben werden konnte. Vermutungen bewegten sich im Bereich einer ungewöhnlich strukturierten Oberfläche mit vielen tiefen Kratern oder einer abnormen Mikrostruktur des Regoliths auf der Oberfläche. Bei weiteren Beobachtungen an der Astronomischen Einrichtung Leoncito (CASLEO) in Argentinien von Juli bis September 2007 konnte ein ähnliches polarimetrisches Verhalten auch bei (236) Honoria festgestellt werden. Bei (234) Barbara konnte durch Photometrie und Sternbedeckungen festgestellt werden, dass sie tief ausgegraben zu sein scheint. Daher wurde eine Beobachtungskampagne gestartet, um die Form und Rotationseigenschaften von weiteren Asteroiden des SMASSII-Spektraltyps L bzw. Ld zu charakterisieren. Da viele von ihnen lange Rotationsperioden aufweisen, wurde ein weltweites Netzwerk von Observatorien eingesetzt, um eine dichte zeitliche Abdeckung für 15 Asteroiden, unter ihnen auch (236) Honoria, zu erhalten. Aus den archivierten Daten von 1979 und neuen photometrischen Beobachtungen aus dem Zeitraum 2006 bis 2015 wurde in einer Untersuchung von 2017 für (236) Honoria ein Gestaltmodell und die Achsenverhältnisse, zwei alternative Lösungen für die Lage der Rotationsachse mit prograder Rotation und eine Periode von 12,3375 h berechnet. Unter Berücksichtigung der Beobachtungen bei zwei Sternbedeckungen am 11. Oktober 2008 und am 7. September 2012 konnte auch der mittlere Durchmesser zu 86,0 ± 4,3 km bestimmt werden.
Aus archivierten Daten des Asteroid Terrestrial-impact Last Alert System (ATLAS) aus dem Zeitraum 2015 bis 2018 wurden dann in einer Untersuchung von 2020 mit der Methode der konvexen Inversion für ein dreidimensionales Gestaltmodell des Asteroiden erneut zwei alternative Rotationsachsen, die nahe zur Ebene der Ekliptik liegen, sowie eine Periode von 12,3399 h bestimmt. Mit dem Weltraumteleskop Transiting Exoplanet Survey Satellite (TESS) konnten während dessen Durchmusterung des Südhimmels 2018 bis 2019 auch Objekte des Sonnensystems beobachtet werden. Dabei wurden auch die Lichtkurven von fast 10.000 Asteroiden aufgezeichnet. Für (236) Honoria wurde aus Messungen etwa vom 13. bis 27. Februar 2019 eine Rotationsperiode von 12,3433 h erhalten.
Weitere photometrische Messungen erfolgten vom 21. März bis 21. April 2020 im Rahmen einer Zusammenarbeit von sechs Observatorien der Grupo de Observadores de Rotaciones de Asteroides (GORA) in Argentinien. Auch hier wurde für die Rotationsperiode mit 12,34 h wieder ein ähnlicher Wert wie bereits zuvor berechnet. Bei einer weiteren Zusammenarbeit der GORA vom 5. bis 19. Juli 2021 wurde an drei Observatorien in Argentinien und drei in Spanien erneut eine Rotationsperiode von 12,34 h bestimmt. Beobachtungen durch eine Arbeitsgruppe an mehreren Observatorien in Spanien vom 13. bis 28. April 2024 führte in der Auswertung zu einer Periode von 12,339 h.